# Bristol City Football Club
Maillots
Actualités
Le Bristol City Football Club est un club anglais de football fondé en 1894. Le club, basé à Bristol, évolue depuis la saison 2015-2016 en EFL Championship (deuxième division anglaise).
Le club promu en Championship lors de la saison 2007-2008 termine à la quatrième place du championnat ce qui lui permet de jouer les barrages d'accession en Premier League. Il se qualifie pour la finale de ces barrages, après avoir éliminé Crystal Palace (2-1 / 2-1) mais s'incline en finale contre Hull City (0-1).
Relégué en League One à la fin de la saison 2012-2013, le club y reste deux saisons, terminant la seconde à la première place et remportant ainsi le championnat d'Angleterre de football de troisième division 2014-2015.

## Repères historiques

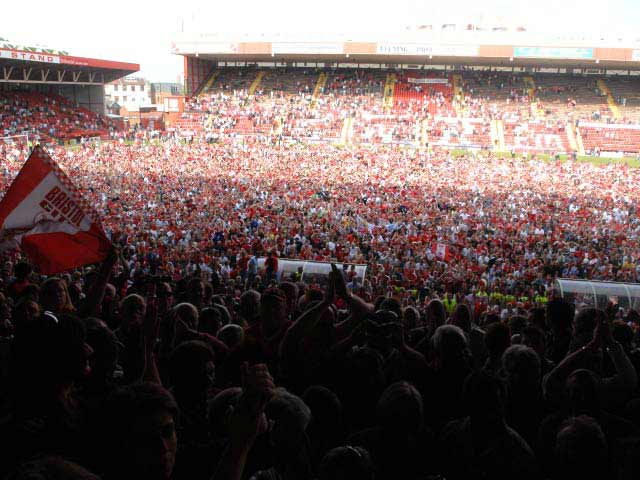
Fans de Bristol City envahissant la pelouse à la suite de l'accession en Championship (mai 2007).

Fondé en 1894 sous le nom de « Bristol South End », le club adopte un statut professionnel en 1897 et est rebaptisé « Bristol City FC ». Il rejoint la League en 1901 (deuxième division). 
Les Robins évoluent maillot et short bleu marine entre 1894 et 1987 puis adoptent un short blanc, malgré une tentative de short noir dans les années 1950, vite abandonnée.
Lors de la saison 2010-2011, le club a du mal à s'imposer et termine dans le « ventre mou » de Championship. En octobre 2011, Keith Millen (en), nommé entraîneur un an plus tôt, est remercié.
Le club commence de la plus mauvaise des façons, sa saison. En effet, l’entraîneur Keith Millen est remercié et l'équipe se retrouve, au bout de 13 journées de championnat (Championship), lanterne rouge avec seulement 6 points. Il termine finalement à la 20e place et évite ainsi la relégation.
Finalement, le club poursuit sa mauvaise série et est relégué en League One à la fin de la saison 2012-2013, terminant à la dernière place du classement. L'entraîneur Derek McInnes, en poste depuis 2011, est licencié au mois de janvier 2013 à la suite des mauvais résultats du club. Il est remplacé par l'Irlandais Sean O'Driscoll (en) qui ne parvient pas à sortir le club de la zone de relégation.
Pour son retour en League One, Bristol obtient une faible douzième place, peu en rapport avec les attentes du club. D'abord peu performant et proche de la zone de relégation, le club licencie son entraîneur Sean O'Driscoll en novembre 2013 et nomme l'Anglais Steve Cotterill à la tête de l'équipe en décembre. 
À l'issue de la saison 2014-15, Bristol City est promu à la Championship (deuxième division). En mars 2015, il remporte également le Football League Trophy face à Walsall. Bristol devient le premier club à avoir soulevé trois fois ce trophée depuis sa création.
Pour son retour en League One, le club recrute l'attaquant français Jonathan Kodjia.

## Palmarès et records
| Championnats nationaux | Coupes nationales | Compétitions internationales                                          |
| - Championnat d'Angleterre (0) : - Vice-champion : 1907. - Championnat d'Angleterre de deuxième division (1) : - Champion : 1906. - Vice-champion : 1976. - Championnat d'Angleterre de troisième division (1) : - Champion : 2015. - Vice-champion : 1965, 1990, 1998 et 2007. | - Coupe d'Angleterre (0) : - Finaliste : 1909. - Coupe du Pays de Galles (1) : - Vainqueur : 1934. - Football League Trophy (3) : - Vainqueur : 1986, 2003 et 2015. - Finaliste : 1987. | - Coupe anglo-écossaise (1) : - Vainqueur : 1978. - Finaliste : 1980. |

## Joueurs et personnalités du club

### Entraîneurs
Le tableau suivant présente la liste des entraîneurs du club depuis 1897.
| Rang | Nom             | Période   |
| ---- | --------------- | --------- |
| 1    | Sam Hollis      | 1897-1899 |
| 2    | Robert Campbell | 1899-1901 |
| 3    | Sam Hollis      | 1901-1905 |
| 4    | Harry Thickett  | 1905-1910 |
| 5    | Frank Bacon     | 1910-1911 |
| 6    | Sam Hollis      | 1911-1913 |
| 7    | George Hedley   | 1913-1917 |
| 8    | Jack Hamilton   | 1917-1919 |
| 9    | Joe Palmer      | 1919-1921 |
| 10   | Alex Raisbeck   | 1921-1929 |
| 11   | Joe Bradshaw    | 1929-1932 |
| 12   | Bob Hewison     | 1932-1949 |

| Rang | Nom           | Période   |
| ---- | ------------- | --------- |
| 13   | Bob Wright    | 1949-1950 |
| 14   | Pat Beasley   | 1950-1958 |
| 15   | Peter Doherty | 1958-1960 |
| 16   | Fred Ford     | 1960-1967 |
| 17   | Alan Dicks    | 1967-1980 |
| 18   | Bob Houghton  | 1980-1982 |
| 19   | Roy Hodgson   | 1982      |
| 20   | Terry Cooper  | 1982-1988 |
| 21   | Joe Jordan    | 1988-1990 |
| 22   | Jimmy Lumsden | 1990-1992 |
| 23   | Denis Smith   | 1992-1993 |
| 24   | Russell Osman | 1993-1994 |

| Rang | Nom                            | Période   |
| ---- | ------------------------------ | --------- |
| 25   | Joe Jordan                     | 1994-1997 |
| 26   | Gerry Sweeney (intérim)        | 1997      |
| 27   | John Ward                      | 1997-1998 |
| 28   | Benny Lennartsson              | 1998-1999 |
| 29   | Tony Pulis                     | 1999      |
| 30   | Tony Fawthrop & David Burnside | 2000      |
| 31   | Leroy Rosenior (intérim)       | 2000      |
| 32   | Danny Wilson                   | 2000-2004 |
| 33   | Brian Tinnion                  | 2004-2005 |
| 34   | Keith Millen (en) (intérim)    | 2005      |
| 35   | Gary Johnson                   | 2005-2010 |

| Rang | Nom                      | Période   |
| ---- | ------------------------ | --------- |
| 36   | Keith Millen (intérim)   | 2010      |
| 37   | Steve Coppell            | 2010      |
| 38   | Keith Millen             | 2010-2011 |
| 39   | Derek McInnes            | 2011-2013 |
| 40   | Sean O'Driscoll (en)     | 2013-2013 |
| 41   | John Pemberton (intérim) | 2013      |
| 42   | Steve Cotterill          | 2013-2016 |
| 43   | John Pemberton (intérim) | 2016      |
| 44   | Lee Johnson              | 2016-2020 |
| 45   | Dean Holden              | 2020-     |

### Effectif actuel
Le 1 juillet 2025
| N° | Nat.                    | Poste | Nom du joueur   |
| -- | ----------------------- | ----- | --------------- |
| 1  | Drapeau de l'Irlande    | G     | Max O'Leary     |
| 2  | Drapeau de l'Écosse     | D     | Ross McCrorie   |
| 3  | Drapeau de l'Angleterre | D     | Cameron Pring   |
| 4  | Drapeau de l'Angleterre | M     | Adam Randell    |
| 5  | Drapeau de l'Angleterre | D     | Robert Atkinson |
| 6  | Drapeau de l'Angleterre | M     | Max Bird        |
| 7  | Drapeau du Japon        | A     | Yū Hirakawa     |
| 8  | Drapeau de l'Angleterre | M     | Joe Williams    |
| 9  | Drapeau de la France    | A     | Fally Mayulu    |
| 10 | Drapeau de l'Angleterre | M     | Scott Twine     |
| 11 | Drapeau de l'Albanie    | M     | Anis Mehmeti    |
| 12 | Drapeau de l'Irlande    | M     | Jason Knight () |
| 13 | Drapeau de l'Angleterre | G     | Joe Lumley      |
| 14 | Drapeau du Kenya        | D     | Zak Vyner       |
| 15 | Drapeau de l'Irlande    | D     | Luke McNally    |

| No. | Nat.                      | Position | Nom du joueur                             |
| --- | ------------------------- | -------- | ----------------------------------------- |
| 16  | Drapeau de l'Angleterre   | D        | Robert Dickie                             |
| 17  | Drapeau de l'Irlande      | M        | Mark Sykes                                |
| 18  | Drapeau du Danemark       | A        | Emil Riis Jakobsen                        |
| 19  | Drapeau de l'Angleterre   | D        | George Tanner                             |
| 20  | Drapeau de l'Angleterre   | A        | Sam Bell                                  |
| 22  | Drapeau du Canada         | D        | Jamie Knight-Lebel                        |
| 23  | Drapeau de la Tchéquie    | G        | Radek Vítek (prêté par Manchester United) |
| 24  | Drapeau de l'Angleterre   | D        | Haydon Roberts                            |
| 25  | Drapeau de l'Italie       | A        | Ephraim Yeboah                            |
| 26  | Drapeau de l'Angleterre   | A        | Josh Stokes                               |
| 27  | Drapeau de l'Angleterre   | A        | Harry Cornick                             |
| 28  | Drapeau de l'Irlande      | M        | Adam Murphy                               |
| 30  | Drapeau de l'Irlande      | A        | Sinclair Armstrong                        |
| 31  | Drapeau de l'Angleterre   | M        | Elijah Morrison                           |
| 32  | Drapeau du pays de Galles | G        | Lewis Thomas                              |

#### Prêtés à autres clubs
| N° | Nat.                    | Poste | Nom du joueur                       |
| -- | ----------------------- | ----- | ----------------------------------- |
|    | Drapeau de l'Angleterre | G     | Ben Clark (au Weymouth)             |
|    | Drapeau de l'Angleterre | D     | Taine Anderson (au Cheltenham Town) |
|    | Drapeau de l'Angleterre | M     | Jed Meerholz (à Aldershot Town)     |

### Joueurs emblématiques
| Année | Gagnant          |
| ----- | ---------------- |
| 1971  | Gerry Sharpe     |
| 1972  | Geoff Merrick    |
| 1973  | John Emanuel     |
| 1974  | Gerry Gow        |
| 1975  | Gary Collier     |
| 1976  | L'équipe entière |
| 1977  | Norman Hunter    |
| 1978  | Norman Hunter    |
| 1979  | Gerry Gow        |

| Année | Gagnant           |
| ----- | ----------------- |
| 1980  | Geoff Merrick     |
| 1981  | Kevin Mabbutt     |
| 1982  | Pas de récompense |
| 1983  | Glyn Riley        |
| 1984  | Howard Pritchard  |
| 1985  | Alan Walsh        |
| 1986  | Bobby Hutchinson  |
| 1987  | Rob Newman        |
| 1988  | Alan Walsh        |
| 1989  | Keith Waugh       |

| Année | Gagnant           |
| ----- | ----------------- |
| 1990  | Bob Taylor        |
| 1991  | Andy Llewellyn    |
| 1992  | Martin Scott      |
| 1993  | Keith Welch       |
| 1994  | Wayne Allison     |
| 1995  | Matt Bryant       |
| 1996  | Martin Kuhl       |
| 1997  | Shaun Taylor      |
| 1998  | Pas de récompense |
| 1999  | Pas de récompense |

| Année | Gagnant           |
| ----- | ----------------- |
| 2000  | Pas de récompense |
| 2001  | Pas de récompense |
| 2002  | Pas de récompense |
| 2003  | Pas de récompense |
| 2004  | Pas de récompense |
| 2005  | Leroy Lita        |
| 2006  | Steve Brooker     |
| 2007  | Jamie McCombe     |
| 2008  | Adriano Basso     |
| 2009  | Dele Adebola      |

| Année | Gagnant              |
| ----- | -------------------- |
| 2010  | Cole Skuse           |
| 2011  | Albert Adomah        |
| 2012  | Jon Stead            |
| 2013  | Tom Heaton           |
| 2014  | Sam Baldock          |
| 2015  | Aden Flint           |
| 2016  | Aden Flint           |
| 2017  | Tammy Abraham        |
| 2018  | Bobby Decordova-Reid |
| 2019  | Adam Webster         |

Autres joueurs emblématiques
- Mark Robins
- Michael Bridges
- Marcus Stewart
- Jody Morris
- / Paul Tisdale
- Darren Caskey
- Mick Harford
- Peter Cormack
- Tommy Cairns
- Gerard Lavin
- Mark Summerbell
- David Rennie

## Structures du club

### Stade
Le club joue ses matchs à domicile dans l'enceinte d'Ashton Gate depuis 1904.

### Équipementiers et sponsors
| Période        | Équipementier  | Sponsor principal      |
| -------------- | -------------- | ---------------------- |
| 1976 – 1981    | Umbro          | Aucun                  |
| 1981 – 1982    | Coffer Sports  | Park Furnishers        |
| 02/1982        | Coffer Sports  | Hire-Rite              |
| 1982 – 1983    | Lynx           | Hire-Rite              |
| 08 – 12/1983   | Umbro          | Hire-Rite              |
| 12/1983 – 1990 | Bukta          | Hire-Rite              |
| 1990 – 1992    | Bukta          | Thorn Security         |
| 1992 – 1993    | Nibor          | Thorn Security         |
| 1993 – 1994    | Nibor          | Dry Blackthorn Cider   |
| 1994 – 1996    | Nibor          | Auto Windscreens       |
| 1996 – 1997    | Lotto          | Sanderson              |
| 1997 – 1998    | Lotto          | Sanderson              |
| 1998 – 1999    | Uhlsport       | Sanderson              |
| 1999 – 2000    | Uhlsport       | DAS                    |
| 2000 – 2001    | Admiral        | DAS                    |
| 2001 – 2002    | Admiral        | DAS                    |
| 2002 – 2003    | TFG Sports     | DAS                    |
| 2003 – 2004    | TFG Sports     | DAS                    |
| 2004 – 2005    | TFG Sports     | DAS                    |
| 2005 – 2006    | TFG Sports     | Bristol Trade Centre   |
| 2006 – 2007    | Puma           | Bristol Trade Centre   |
| 2007 – 2008    | Puma           | Bristol Trade Centre   |
| 2008 – 2009    | Puma           | DAS                    |
| 2009 – 2010    | Puma           | DAS                    |
| 2010 – 2011    | Adidas         | DAS                    |
| 2011 – 2012    | Adidas         | RSG (dom.) BCCT (ext.) |
| 2012-2013      | Adidas         | Blackthorn (en)        |
| 2013-2014      | Adidas         | Blackthorn (en)        |
| 2014-2015      | Bristol Sports | RSG                    |
| 2015-2016      | Bristol Sports | RSG                    |
| 2016-2017      | Bristol Sports | Lancer Scott           |
| 2017-2018      | Bristol Sports | Lancer Scott           |
| 2018-2019      | Bristol Sports | Dunder                 |
| 2019-2020      | Bristol Sports | Dunder                 |
| 2020-2021      | Hummel         | Mansion Bet            |
| 2021-2022      | Hummel         | Mansion Bet            |
| 2022-02/2023   | Hummel         | Huboo                  |
| 02/2023-2023   | O'Neills       | Huboo                  |
| 2023-2024      | O'Neills       | Huboo                  |

## Identité visuelle

Ancien logo.
Logo actuel.